# Polikarpov Po-2
Polikarpov Po-2 (također U-2) je višenamjenski zrakoplov dvokrilac proizveden u Sovjetskom Savezu, koji je jedan od najviše proizvedenih zrakoplova u povijesti. Nadimak mu je Kukuruznik (hrv. zaprašivač kukuruza), a NATO oznaka "Mule".
Proizvedena je inačica za civilnu upotrebu u poljoprivredi, za zaprašivanje polja, te od tuda nadimak "Kukuruznik".
Zrakoplov je dizajnirao Nikolaj Polikarpov kao zamjenu za zrakoplov U-1 (kopija britanskog zrakoplova Avro 504). Zrakoplov pouzdanog, jednostavnog dizajna pokazao se odličan za obuku pilota te kao vrlo dobar, jeftin, laki zrakoplov za raznovrsne vojne zadatke tijekom drugog svjetskog rata. Iako potpuno zastario u usporedbi s ostalim zrakoplovima korištenim u drugom svjetskom ratu, služio je za opskrbu, izviđanje, te kao noćni bombarder. Koristila ga je i sjevernokorejska vojska u nekoliko operacija tijekom korejskog rata.
Smatra se da je proizvedeno između 20000-30000 zrakoplova. Iako je proizvodnja u Sovjetskom Savezu prestala 1953., manji broj zrakoplova je sastavljan i nakon toga od preostalih dijelova, a u Poljskoj se nastavila proizvodnja modela CSS-13 (poljska licencirana inačica) do 1959.

## Specifikacije (U-2)
- Posada: 1 (pilot/instruktor) + 1 (putnik/vježbenik)
- Duljina: 8.17 m
- Raspon krila: 11.40 m
- Visina: 3.10 m
- Površina krila: 33.2 m²
- Težina prazan: 770 kg
- Težina pun: 1030 kg
- Maksimalna uzletna težina 1350 kg
- Motor: Švetsov M-11D
- Broj propelera: 1
- Snaga: 93 kW (125 KS)
- Najveća brzina: 152 km/h
- Brzina krstarenja: 110 km/h
- Dolet: 630 km
- Najveća visina: 3000 m
- Naoružanje (samo inačica U-2VS / LNB razvijena za noćna bombardiranja)
  - strojnice: jedna 7.62×54mmR ŠKAS strojnica
  - bombe: šest x bomba od 50 kg

## Zanimljivosti
Jedan od zrakoplova Polikarpov Po-2 obnovljen je u letnom stanju u Splitu.